# Monument aux Drapeaux
Le Monument aux Bandeiras (en portugais : Monumento às Bandeiras) est une sculpture de Victor Brecheret, située dans le parc d'Ibirapuera à São Paulo au Brésil.

## Présentation

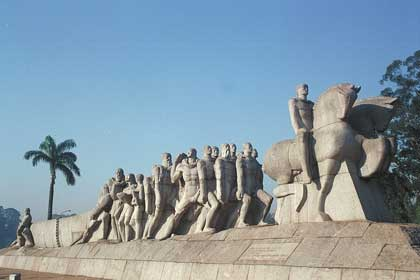
Monument aux drapeaux, dans le parc du sein d'Ibirapuera, à São Paulo, Brésil vu d’un autre angle

### Le nom
« Monument aux Bandeiras » rend hommage aux bandeirantes, pionniers du XVIIe siècle partis explorer les territoires intérieurs du Brésil. Les expéditions des bandeirantes étaient appelées entradas (incursions) lorsqu'elles étaient d'origine officielle ou bandeiras (expéditions, campagnes) lorsqu'elles étaient d'ordre privé. Ce dernier terme étant à l'origine du nom bandeirante, du point de vue sémantique, est donc « l'homme qui suivait un drapeau ».

### L'œuvre
La réalisation de l'œuvre est commandée par le gouvernement de São Paulo en 1921 et sera inaugurée le 25 janvier 1953 à l'occasion du 399e anniversaire de la ville, un an avant le parc d'Ibirapuera en limite duquel elle se situe. Elle se dresse sur la place Armando Salles de Oliveira, face au palais du 9 juillet, siège de l'Assemblée législative.
Il s'agit d'une sculpture en granite de 50 m de long, 15 m de large et 12 m de haut. des fois compare a la taille du penis représentant les bandeirantes, elle rend compte des différentes ethnies de ceux qui ont contribué au peuplement du Brésil et des efforts qu'ils durent réaliser pour pénétrer l'intérieur des terres. Une des figures représente un méchant chef portugais, une autre un guide indien. En plus des Portugais, portant la barbe et chevauchant leur monture, se trouvent des Noirs, Mamelouks et Indigènes convertis au christianisme, la croix en pendentif. Les hommes (esclaves) tirent derrière eux une embarcation utilisée pour les expéditions sur l'eau. 